# Henry Kater
Henry Kater (16 avril 1777 - 26 avril 1835) est un physicien britannique d'origine allemande.

## Jeunesse
Il est né à Bristol. Il a d'abord l'intention d'étudier le droit ; mais il y renonce à la mort de son père en 1794. Il entre dans l'armée, obtient une commission dans le 12e Régiment d'infanterie, puis stationne en Inde, où il assiste William Lambton (en) dans le Great Trigonometrical Survey. Sa santé défaillante l'oblige à retourner en Angleterre et en 1808, alors lieutenant, il redevient étudiant à la division supérieure du nouveau Collège militaire royal de High Wycombe. Peu de temps après, il est promu au grade de capitaine. En 1814, il se retire avec une demi-solde et consacre le reste de sa vie à la recherche scientifique.

## Scientifique
Sa première contribution majeure à la science est la comparaison des mérites des télescopes Cassegrainien et Grégorien ; Kater détermine que ce dernier est une conception inférieure.
Son travail le plus important est l'invention du pendule de Kater, permettant de déterminer la force de gravité, d'abord à Londres  puis dans diverses stations à travers le pays. En tant qu'inventeur du collimateur flottant, Kater rend un service à l'astronomie pratique . Il publie également des mémoires  sur les normes britanniques de longueur et de masse ; et en 1832, il publie un compte rendu de son travail sur la vérification des normes russes de longueur. Pour ces services rendus à la Russie, il reçoit en 1814 la décoration de l'ordre de Sainte-Anne ; et la même année, il est élu membre de la Royal Society. En 1826, il est élu membre étranger de l'Académie royale des sciences de Suède. Kater est élu membre honoraire étranger de l'Académie américaine des arts et des sciences en 1832. En 1833, il est élu membre de la Royal Astronomical Society.
Il remporte la médaille Copley en 1817 et la médaille d'or de la Royal Astronomical Society en 1831.
Il est considéré comme l'inventeur du compas prismatique, breveté un an plus tard par Charles Schmalcalder. Il étudie également les aiguilles de boussole, sa conférence boulanger  contenant les résultats de nombreuses expériences. Le traité de « Mécanique » du Cabinet Cyclopedia de Dionysius Lardner est en partie écrit par lui ; et son intérêt pour des questions plus purement astronomiques est démontré par deux articles dans les Mémoires de la Royal Astronomical Society pour 1831-1833, l'un sur une observation de l'anneau extérieur de Saturne, l'autre sur une méthode de détermination de la longitude au moyen d'éclipses lunaires.